# یانوشکوویتسه (استان اوپوله)

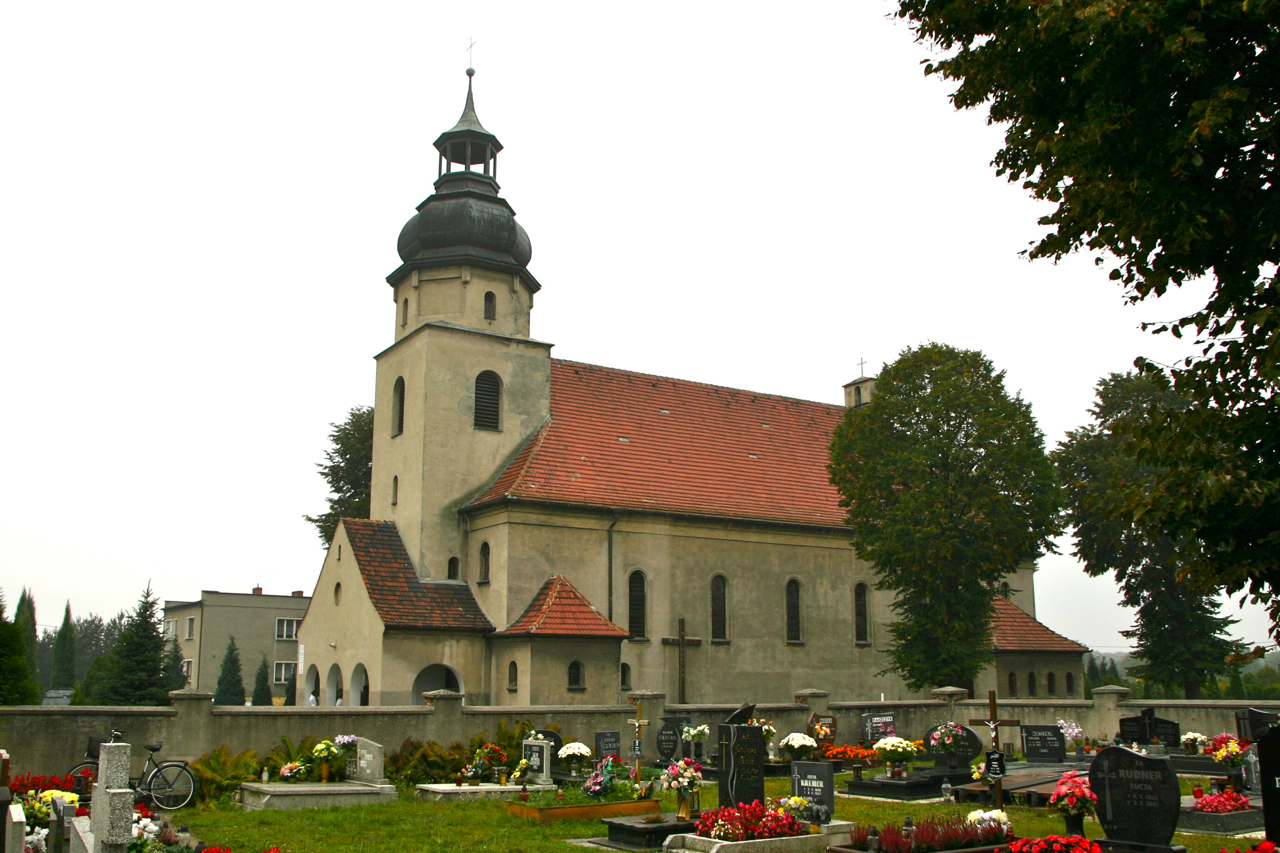
زیبایی یانوشکو در تاریخ لهستان

یانوشکوویتسه (به لاتین: Januszkowice) یک روستا در لهستان است که در گمینا زجشوویتسه واقع شده‌است.